# Родонит
Родони́т (от др.-греч. ῥόδον «роза»), также руби́новый шпат, германни́т или орле́ц — минерал, соединение марганца.

## Общая информация
Относится к цепочечным силикатам. Содержит до 54 % оксида марганца, примеси закиси железа до 12 %, магния, алюминия, цинка. Образуется в результате метаморфизма осадочных пород, богатых марганцем, в особых условиях на контакте с магмой. Образует тонкозернистые массы, лучевые агрегаты, таблитчатые, изредка призматические кристаллы.
Обособления чистого, минерального родонита достаточно редки и невелики, а потому в камнерезном деле чаще всего используется родонитовая порода — орле́ц, которая состоит из большого количества различных марганцовых минералов. Цвет орлеца — розовый, вишнёво-розовый или малиновый. При общей непрозрачности этот камень обладает приятным просвечиванием, придающим ему глубину и особенную сочность тонов. В сплошной массе орлеца встречаются необыкновенные красивые «гнёзда» ярко-красные по цвету, своим прохладным  оттенком напоминающие рубин. Внешне также похож на тулит.
Родониту сопутствуют гранаты, сам же он чаще всего трансформируется в окислы марганца и родохрозит

## Месторождения

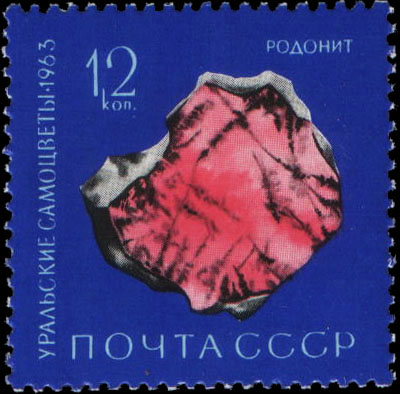
Родонит на почтовой марке СССР 1963 года из серии «Уральские самоцветы»

Самое известное в России место добычи родонита находится у деревни Малое Седельниково, к югу от Екатеринбурга (Урал). Месторождение разрабатывалось до середины 80-х годов XX века, выработано почти полностью; в 1992 г. рекультивировано — отвалы были смещены в карьер бульдозерами, на месте разработок посажен лес.  
Также красивые образцы родонита встречаются в других месторождениях. Так, замечательный родонит поделочного качества находят в ряде марганцевых месторождений Башкирии. В Магаданской области на серебряном месторождении Дукат руда состоит из красивого родонита, часто с самородным серебром, кварцем и родохрозитом. 
В качестве сопутствующего минерала родонит встречается также на некоторых марганцевых месторождениях центральной Индии. Однако его добыча там не носит массового характера.
К другим родонитовым месторождениям относятся старые разработки серебра в Бьютте (штат Монтана) и Розамонд — в Калифорнии, где добывают густоокрашенный родонит прекрасного качества. Кроме того, в Британской Колумбии известно месторождение Фупфорд-Харбор (на острове Солт-Спринг), а в Австралии — Брокен-Хилл.
Орле́ц — местное уральское название горной породы, состоящей из родонита и продуктов его изменения. По названию горной породы названа эколого-туристическая база под Иремелем.

## Использование
Благодаря своей яркой красивой окраске и прекрасной способности поддаваться механической полировке, минерал родонит считается высококачественным декоративными и поделочным материалом. Нередко он также применяется как ювелирный и облицовочный камень. На изготовление ювелирных украшений (колец, брошек и т. д.) обычно выбираются редко встречающиеся образцы яркого малинового полупросвечивающего родонита. Для производства камнерезных изделий (шкатулок, ваз и т. п.), как правило, применяется неравномерно окрашенный пейзажный родонит. В родоните кроме одноимённого минерала присутствуют чёрные дендриты и прожилки гидроксидов и оксидов марганца, бурые участки бустамита, волокнистого инезита и другие включения, придающие камню высокую декоративность (так называемый «пейзажный узор»).

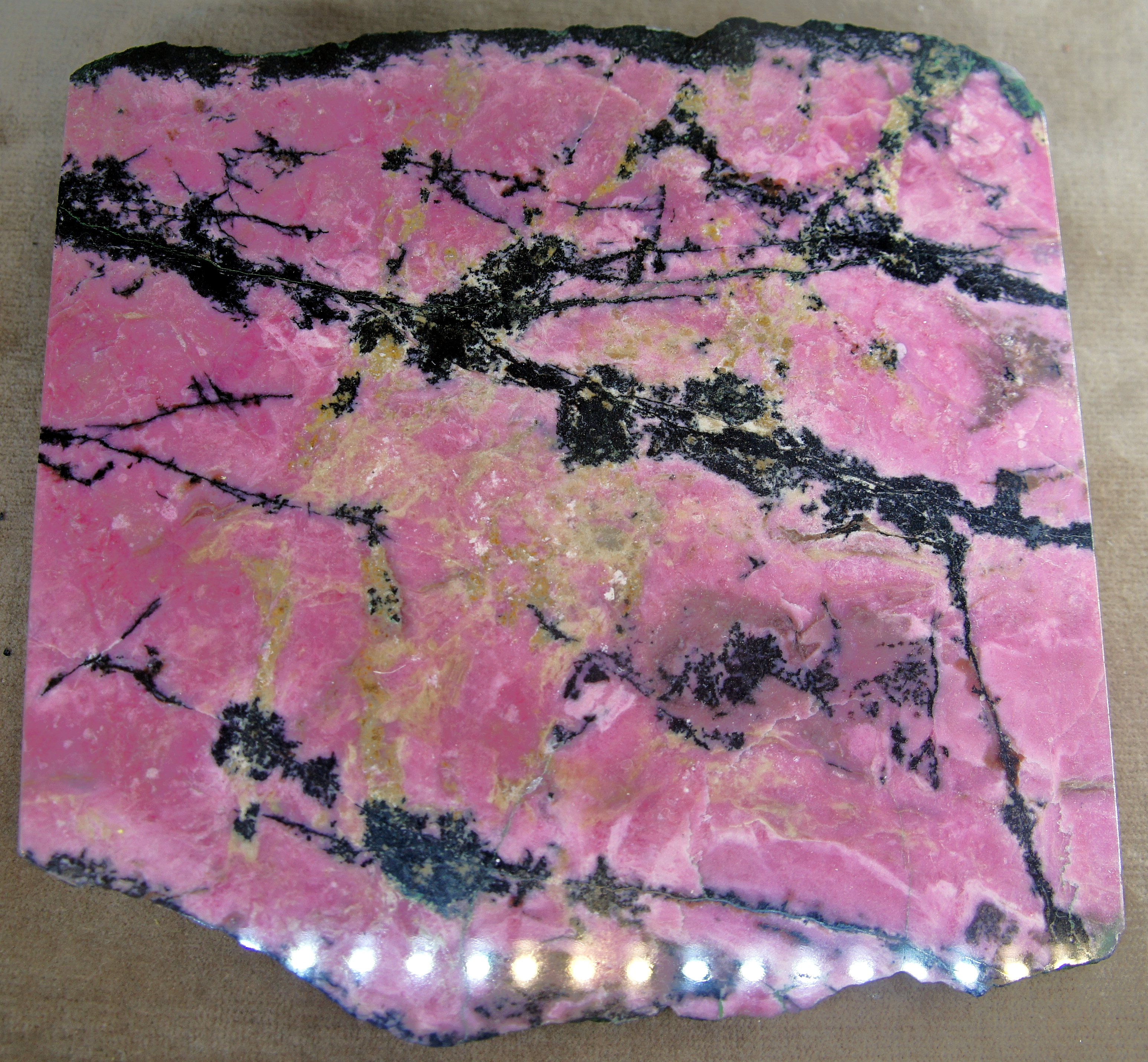
Уральский родонит — орлец

С другой стороны, возрастание количества окислов и марганцевых прожилок в минерале хотя и увеличивает его декоративность, но одновременно повышает пористость и уменьшает прочность. Кроме того, родонит недостаточно устойчив к воздействию атмосферной влаги, за несколько месяцев нахождения в воде или в условиях с высокой влажностью поверхность куска родонита может почернеть — целиком покрыться плёнками оксидов марганца. При выветривании образует марганцовые руды.
По классификации А. Ферсмана и М. Бауэра орлец (родонит) отнесён к полудрагоценным поделочным камням первого порядка. К тому же (первому) порядку поделочных камней относятся такие материалы как: нефрит, лазурит, глауконит, содалит, амазонит, лабрадор, везувиан, малахит, авантюрин, кварцит, дымчатый кварц, горный хрусталь, агат (с его разновидностями), яшма, еврейский камень и розовый кварц.
В Эрмитаже хранится множество художественных изделий из родонита работы русских мастеров XIX века. Одним из наиболее крупных изделий из родонита является семитонный саркофаг, вырезанный из монолитного каменного массива весом 47 тонн, который был найден на Мало-Сидельниковском месторождении (Урал).

Громадные вазы из орлеца (родонит тож) или из разных яшм своего рода chef-d’oeuvre’ы. Единственный недостаток их — высокая цена, но дешевле они и быть не могут, потому что работы за ними масса и работа адски медленная.— Дмитрий Мамин-Сибиряк, «Самоцветы», 1890
Полосы родонита розово-фиолетовых оттенков использовались при отделке колонн станции «Маяковская» Московского метро. Кроме того, родонит использовался при украшении зала в Большом Кремлёвском дворце, где происходит торжественное вручение верительных грамот.